# 2024年西冷市长选举
西冷市长及副市长选举于2024年11月27日在印尼万丹省西冷市举行，任期五年。本次选举系全国地方选举组成部分，上届选举于2018年举行。获大印尼运动党与繁荣正义党支持的市议员布迪·鲁斯坦迪击败前任市长夏夫鲁丁·夏费伊及专业集团党候选人拉图·丽亚·玛尔娅娜，当选新一届市长。

## 选举制度
本次选举采用简单多数制，得票最高者当选，无需获得绝对多数票。候选人可能面临无竞争对手情况，此时仍需击败“空票箱”选项——即必须获得超过半数的有效票支持。若未达此要求，选举将延期重办。
西冷市选举委员会2024年9月20日宣布，本次选举登记选民513,851人。市政府预算拨款3,520亿印尼盾（约合230万美元）用于选举。

## 候选人
2018至2023年任职的前任市长夏夫鲁丁·夏费伊搭档2024年当选的万丹省地方议会议员赫里扬托·芝特拉·布瓦纳（Heriyanto Citra Buana）竞选连任。该组合获国民使命党、国民民主党及乌玛党支持。国民使命党省级主席夏费伊的候选人资格已于2023年12月获该党确认。
2019至2024年届西冷市地方议会（DPRD）议长、大印尼运动党西冷分部主席布迪·鲁斯坦迪参与角逐。其选择搭档为繁荣正义党市议员兼商人努尔·阿吉斯·奥利亚。该组合另获三个议会外政党的背书。
专业集团党推选市议会副议长拉图·丽亚·玛尔娅娜（前万丹省长拉图·阿图特·霍西娅的继妹）为候选人，搭档为2018至2023年任夏费伊副手的苏巴德里·乌休卢丁。该组合获斗争民主党（PDI-P）、民族觉醒党（PKB）、建设团结党及民主党及四个议会外政党支持。

## 竞选活动
候选人公开辩论分两轮举行，分别定于2024年10月29日及11月12日。第二轮辩论期间，未被允许进入会场的支持者群体相互起哄挑衅，最终演变为肢体冲突，造成两名支持者及一名警员受伤。此前2024年9月抽签决定候选人编号时，支持者间亦曾发生冲突，所幸未造成伤亡。

## 选举结果
| 候选人             | 候选人             | 竞选搭档               | 所属政党           | 票数    | %      |
| ------------------ | ------------------ | ---------------------- | ------------------ | ------- | ------ |
|                    | 布迪·鲁斯坦迪      | 努尔·阿吉斯·奥利亚     | 大印尼运动党       | 212,262 | 60.25  |
|                    | 拉图·丽亚·玛尔娅娜 | 苏巴德里·乌休卢丁      | 专业集团党         | 78,607  | 22.31  |
|                    | 夏夫鲁丁·夏费伊    | 赫里扬托·芝特拉·布瓦纳 | 国民使命党         | 61,446  | 17.44  |
| 总共               | 总共               | 总共                   | 总共               | 352,315 | 100.00 |
|                    |                    |                        |                    |         |        |
| 有效票数           | 有效票数           | 有效票数               | 有效票数           | 352,315 | 94.23  |
| 无效及空白票数     | 无效及空白票数     | 无效及空白票数         | 无效及空白票数     | 21,567  | 5.77   |
| 总票数             | 总票数             | 总票数                 | 总票数             | 373,882 | 100.00 |
| 已登记选民／投票率 | 已登记选民／投票率 | 已登记选民／投票率     | 已登记选民／投票率 | 513,851 | 72.76  |
| 资料来源：         |                    |                        |                    |         |        |